# タンポポ (映画)
『タンポポ』は、1985年の日本映画。伊丹十三の脚本・監督による「ラーメンウエスタン」（マカロニ・ウェスタン）と称したコメディ映画。

## 概要
女店主・タンポポが営む売れないラーメン屋を、カウボーイハットのタンクローリー運転手・ゴローとその相棒・ガンが立て直す物語。加えて、様々な「食と欲望」をテーマにしたサブストーリーが挟まる、不思議な構成の作品となっている。
ゴローが与太者たちと争い、タンポポに恋慕を残したまま去るという西部劇設定。そこにフランス料理、スパゲッティ、北京ダックなど、食への薀蓄（うんちく）を傾けた奇想天外かつ官能的な挿話が盛り込まれている。また、日本のラーメン・ブームに拍車をかけ、アメリカで大ヒットを記録した作品でもある。スティーヴン・ジェイ・シュナイダーの『死ぬまでに観たい映画1001本』にも掲載されており、Rotten Tomatoesの支持率100%の映画のうちの１つでもある。

## キャスト
ゴロー
演 - 山﨑努
タンクローリー運転手。愛車のタンクローリーは三菱ふそう・FT型前期型で、キャビン上部の速度計カバー上に斗牛の角を模した飾りが付いている。「タンポポ」を日本一のラーメン屋にしようとプロデュースすることになる。
かつてはリングネームを「笹崎拳」と名乗るウェルター級ボクサーだった。
顔が広く多彩な知り合いがおり、ラーメンや客商売にも精通している。
常にカウボーイハットをかぶり、風呂の中でも手放さない。
タンポポ
演 - 宮本信子
しがないラーメン屋の店主で未亡人。夫が営んでいたラーメン屋を見よう見まねで受け継いでいた。ラーメンはなかなか上手く作れないが、家庭料理の腕前は上々で、特に漬物はゴローも認めるほど。ゴローと二人三脚で美味いラーメン屋になろうと努力する。
ガン
演 - 渡辺謙
ゴローと一緒にタンクローリーに乗っている助手的相棒。タンポポの西洋風調理服を作る。冒頭の車中にてラーメンの食べ方が書かれた本を読み聞かせしたことでゴローと共に我慢できないほど腹を空かせてしまい、タンポポのラーメン屋に偶然立ち寄る。

### メインストーリーに関わる人たち

#### タンポポを手助けする人
ピスケン
演 - 安岡力也
ヤクザまがいの土建業者。タンポポとは幼馴染で、毎晩子分連れで店に押し掛けてはしつこく交際を迫っているが、根は一本気で潔い性格。ゴローと一対一で決闘した後に和解し、店のリフォームを引き受け、タンポポに自らの創作メニュー「ネギソバ」を提案する。タンポポに「ケンちゃん」と呼ばれている。愛車は白の2代目後期型ホンダ・プレリュード。
センセイ
演 - 加藤嘉
ホームレスたちのまとめ役。元産婦人科医だったことからゴローたちから「センセイ」と呼ばれる。病院院長だった頃にラーメン好きの食道楽のせいで病院を妻と事務長に乗っ取られた。ゴローの紹介によりタンポポの指導に当たり、主にスープを担当する。
ショーヘイ
演 - 桜金造。
モチをつまらせる老人の運転手兼料理人で怪しい関西弁を話す。愛人が銀行に行く際にも運転している。ラーメン好きで、主に麺を担当する。
モチをつまらせる老人
演 - 大滝秀治
蕎麦屋で愛人に止められていたすべてのメニュー（天婦羅そば、鴨南蛮、お汁粉）を注文する。お汁粉のモチを喉に詰まらせたところを居合わせたタンポポたちに助けられる。お礼として彼らを自宅に招いてスッポン料理を振舞った上、ショーヘイを仲間に加える。愛人からは「先生」と呼ばれている。

#### タンポポが偵察に訪れるラーメン屋など
大三元のおやじ
演 - 久保晶
タンポポの店の近くのラーメン屋で働く。一応繁盛しているが、ゴロー曰く「味は大したことない」。スープにセグロイワシを使っており、味に癖がある。強面で態度や言動が横柄。タンポポがスープの仕込み中に居眠りした際に見た夢に登場し、タンポポを絞殺しようとした。タンポポの再開店後は、まったく客が入らなくなった。
弟子たち
演 - 兼松隆、大島宇三郎、川島祐介
大三元の店員たち。こちらも横柄な態度や言動で強面、私語や無駄な動きが多く、やたら声だけはでかい。
中華街のおやじ
演 - 高木均
それなりに美味いラーメンを作る。タンポポにスープの作り方を教える代金として100万円を要求する。
その隣のおやじ
演 - 二見忠男
中華街のおやじの店の隣で中国の服や小物の販売店を経営。タンポポにスープの秘密をこっそりと覘き見させてくれる、ちょっと怪しげなおじさん。
日の出ラーメンのおやじ
演 - 里木佐甫良
大三元とは対照的に描かれている美味いラーメン屋のおやじ。ゴローから陰でラーメンの味に太鼓判を押される。
その職人
演 - 都家歌六
日の出ラーメンで働く。無駄な動きがなく無言で黙々と美味しいラーメンを作る。
味一番のおやじ
演 - MARIO ABE
駅前の立ち食いラーメン屋を一人で切り盛りする。客の注文と順番を暗記する能力に長けている。
中華そば屋コック
演 - 横山あきお
中国人らしくカタコトの日本語を話す。ラーメンには自信があるが、タンポポの口車に乗せられて麺作りの秘訣をうっかり漏らしてしまうお人好しな性格。

#### タンポポが出会うホームレスたち
小さい乞食
演 - 辻村真人
親しみやすい人柄でおしゃべり好き。他のホームレスたちと同じく近所の料理屋の味を熟知している。
細長い乞食
演 - 高見映
ホームレスになる前の職業などは不明だが、プロ並みのオムライスが作れる。
顔の長い乞食
演 - ギリヤーク尼ヶ崎
のんびりしたもの言いが特徴。「フランス料理は焦げ味との戦い」との持論を持つ。
太った乞食
演 - 松井範雄
長年のホームレス生活によりいずれも食通揃いの乞食たちで、身なりは汚れているがよく笑う気のいいおじさん。
赤鼻の乞食
演 - 佐藤昇
ワインに造詣が深い。メドック産の80年物のワインを飲んだ時の感想を話す。
合唱する乞食たち
演 - 日本合唱協会
タンポポを助けることになったセンセイを「仰げば尊し」の見事な合唱で見送る。

### サブストーリーの登場人物

#### 白服の男の関係者
白服の男
演 - 役所広司
ギャング風で全身白色のコーディネイト。かなりの食通で、死に際にも料理について語る。冒頭に前口上風に現れ、その後も本筋とも脇筋とも全く関係なく唐突に登場場面が挿入される。
白服の男の情婦
演 - 黒田福美
ボウルに入った生きた車海老を腹に乗せられるなど、白服の男の食道楽に付き合っている。
カキの少女
演 - 洞口依子
海女。白服の男が一人で浜辺を訪れた時に、自身が獲った生ガキを食べさせる。

#### マナー講座の関係者
マナーの先生
演 - 岡田茉莉子
西洋料理屋でのマナー講座で、生徒相手に決して音を立てながら食事をしてはならないと教えていたが、後記の太った外人のせいで台無しになり、やけになって自分も音をたててパスタをすすり始める。
マナー教室の生徒
演 - 坪井木の実、根本里生子、他
マナーの先生の説明を受けるも、偶然近くで食べていた太った外国人の食べ方こそ本場の食べ方と思って真似をする。
太った外人
演 - アンドレ・ルコント
西洋料理屋で行われていたマナー講座の近くの席で、パスタをすすったりげっぷを放つなどの騒音を出し、生徒たちが全員真似てパスタをすすって食べる元凶となった。

#### フランス料理店の会社役員たち
専務
演 - 野口元夫
フランス語のメニューが読めず、部下の出方を窺う。一人称は「ぼく」。
常務
演 - 嵯峨善兵
やはりフランス語のメニューが読めず、それほど腹が空いていないフリをしてごまかす。一人称は「わたし」。
次長
演 - 成田次穂
専務、常務に続いて「ぼくも同じ」と言う。
部長
演 - 田中明夫
困っている上司たちを見てボーイを呼び、「舌ビラメのムニエル」「コンソメスープ」「ハイネケンのビール」と手本を示す。全部のメニューが読めるかは不明。
課長
演 - 高橋長英
ヒラ社員を雑に扱う上司。ヒラのちょっとした行動に露骨に嫌な顔を見せたり（神経痛でもないのに顔をしかめるなど）、小突いたりする。
ヒラ
演 - 加藤賢崇
見た目は冴えない鞄持ちだが、実は相当の美食家（フランス留学経験がありフランス料理を食べ慣れていた。そのことを課長を始め全員が知らなかった）。上司たちを尻目に、慣れた調子で料理を自由に注文する。
ボーイ
演 - 橋爪功
フランス料理に無知な重役たちとヒラの注文時のやり取りを見て、部屋を出る際にほくそ笑む。

#### 歯の痛い男の関係者
歯の痛い男
演 - 藤田敏八
結構進行した虫歯のある男。歯医者帰りにベンチでアイスクリームを食べていたが男の子にアイスクリームを譲る。
歯医者
演 - 北見唯一
虫歯の治療に訪れた患者の治療中、歯髄壊疽により発せられる臭いに顔をしかめる。
その助手
演 - 柴田美保子、南麻衣子
歯医者の治療を補助する。二人とも歯医者の助手にしてはややセクシーな服を着ている。
人参を下げた男の子
演 - 海野喜一
母親に健康志向を強いられ首から、おやつ代わりの人参と共に「何も与えないでください」と書かれた札を下げる。

#### スーパーの関係者
マネージャー
演 - 津川雅彦
スーパーで働く。客が少ない夜の時間帯に店内で迷惑行為をする老婆を追う。退勤後、中国料理店で食事中に老紳士と目が合う。
カマンベールの老婆
演 - 原泉
上品な格好をしたお婆さん。スーパーの売り場のカマンベールチーズや桃などの食品を素手で触って感触を楽しむ。

#### 老紳士の関係者
老紳士
演 - 中村伸郎
世間知らずの東北大学名誉教授を装って周囲をだまし、タダ飯にありつくのを生業にしているスリ。
刑事に「くまだかめきち」と呼ばれており、名前もない登場人物ばかりの本作でフルネームの登場する人物。
連れの男
演 - 林成年
老紳士に投資話を持ちかける怪しい男。投資させるために美味しそうな中国料理でもてなす。
刑事
演 - 田武謙三
老紳士を張り込み、東北大学名誉教授を装う騙し方を「ワンパターン」と評して捕まえる。

#### 走る男の関係者
走る男
演 - 井川比佐志
サラリーマン。私鉄沿線の小さなアパートに妻と3人の子供と住んでいる。妻の臨終に駆けつけ、彼女を励まそうと「そうだ 飯を作れ！」と声を掛ける。
その妻
演 - 三田和代
病で死にかけており、自宅に医師と看護婦が来ていた。夫の「飯を作れ」という声にフラフラと立ち上がり、チャーハンを作る。家族がチャーハンを食べる姿を見て幸せそうに微笑むと、そのまま倒れて息を引き取る。
医者
演 - 大月ウルフ
「走る男」の死にかけの妻の診察に呼ばれ、家族の前で臨終を告げる。

### その他の人物
ターボー
演 - 池内万平（伊丹・宮本の次男）
タンポポの小学生の息子。いじめられていたがゴローたちのアドバイスでいじめっ子たちを見返し、のちに一緒に登校するほどの仲となった。
いじめっ子
演 - 大沢健、竹内直人〔ママ〕、田村淳一郎
ターボーの同級生。仲間と3人で、いつもターボーを殴る蹴るなどをしていじめる。
おめかけさん
演 - 篠井世津子
モチをつまらせる老人の愛人。老人の体を気遣って食事をする店まで付き添う。
ラーメンの無斎先生
演 - 大犮柳太朗
ガンにラーメンの正しい食し方を教える。実際にはガンが読んでいる本の中の登場人物を作中で具現化したもの。
タクシーの運転手
演 - 関山耕司
詳しくは不明だが、ガンに頼まれて同業仲間と共に自前のメイク道具を持ってタンポポにメイクする。
ピスケンの子分
演 - 榎木兵衛、粟津號、大屋隆俊、瀬山修
ピスケンを慕い、ゴローとピスケンがトラブルを起こした時に加勢する。
白服の男の子分
演 - 深見博、長江英和、加藤善博
最前列で映画を見る白服の男のために豪華な料理を小さなテーブルと共にセッティングする。
映画館のアベック
演 - 村井邦彦、松本明子
映画館の上映直前に座席で音を立てながらスナック菓子を食べる男とその恋人。
守衛
演 - 福原秀雄
ビルに入居する料理屋に細長い乞食が不法侵入した時に、警備のために見周る。
タンポポの客
演 - 上田耕一

## スタッフ
- 監督・脚本：伊丹十三
- 製作：玉置泰、細越省吾
- 音楽：村井邦彦、本多俊之、向谷実、安西史孝
- 演奏：東京シティ・フィルハーモニック管弦楽団、小泉ひろし、安西一陽
- 撮影：田村正毅
- 編集：鈴木晄
- ヘアメイク：雑賀健治
- 料理スタイリスト：石森いづみ[3]
- 製作担当（プロデューサー）：川崎隆[3]
- 助監督：白山一城[3]
- 制作：ニュー・センチュリー・プロデューサーズ
- 製作：伊丹プロダクション
- 題字：味岡伸太郎

## 作品解説

### 作品のモデル、ロケ地
映画のモデルとなったラーメン店は、東京都杉並区荻窪の「佐久信」で『愛川欽也の探検レストラン』でのストーリー（荻窪ラーメン）を下書きにしたとされる。
それとは別に、店舗は京都市中京区壬生相合町に存在したラーメン店「珍元」（2018年8月に閉店）がモデルとする説も根強い。珍元には、伊丹と宮本信子と息子の3人が製麺所の紹介で実際に訪れ、調理の様子や店の外観をロケハンして帰った。店内には伊丹と宮本のサインが飾られていた。
タンポポが営むラーメン店のロケ地は、東京都港区芝浦の焼肉店（当時）である。ロケ地を選ぶ際、本作のプロデューサー・川崎隆が1か月ほど歩き回っていくつかの候補地の写真を撮ってきては伊丹に見せる、ということを繰り返した。後日伊丹と川崎が候補地の一つである上記焼肉店に訪れると、店が路面から一段下がっている所にあり、「ゴローとビスケンの喧嘩シーンなどを撮影するのにピッタリ」ということが決め手となり、ロケ地に決まった。この他、「春木屋」軽井沢店でも撮影が行われたという。また、歯の痛い男が歯の治療を受けるシーンは、当時伊丹が実際に通院していた歯科医院を借りて撮影が行われた。

### その他13のエピソード
本筋は売れないラーメン屋を立て直す物語だが、途中本筋とはまったく関係ない食にまつわるエピソード（サブストーリー）が大量にちりばめられて相当部分を占めている。これらは、時にはすれちがう人物をカメラが追いかけていくような形で、時には何のエクスキューズもなしに突然挿入される。ヤクザ風の白服の男は冒頭でカメラに向かって口上を述べたあと、本筋との関係も全く説明されないまま、繰り返し登場。スケッチ集とも取れる自由自在な作り方となっている。
- 白服の男とその情婦。
  - オープニングでの画面に向って話しかけ、映画館での音をたてる飲食行為を恫喝。
  - 乳首に調味料をかけて吸ったり、生卵を割らずに何回も口移しでやりとりするような濃厚な場面も展開される。
  - 男に牡蠣を食べさせ、口を切った男の唇を舐める若い海女。
  - 男は最後に何の説明もないまま射殺される。死の間際、情婦に猪を狩って山芋の詰まった腸を食べる話をする。この死は冒頭の口上から既に暗示されている。
- ラーメンの正しい食べ方をガンに教示する老人（無斎先生）[注 9]。東海林さだおのエッセイ「ラーメンについて」（『ショージ君の男の分別学』収録ほか）が元ネタ。
- スパゲッティの食べ方を教えるマナー教室の先生の授業の傍でマナーを無視してスパゲッティをすする外国人。
- フランス料理に詳しい空気の読めない新米サラリーマンとフランス語の読めない重役。
- 子供（ターボー）にオムライスを作ってあげる細長い乞食[注 10]。
- 歯の痛い男。
- 親に自然食以外を摂る事を禁じられた子供。
- 店中の品物の感触を楽しむ老婆とその店の店長。
- 大学教授になり済ましたスリに北京ダックを食べさせる詐欺師。
- 危篤の妻に玉子とザーサイのチャーハンを作らせる男。
- ラストは人間にとって「人生最初の食事」とも言うべき授乳のシーンで終わる。

### 企画
映画『お葬式』で初監督作品にして大ヒットを記録した伊丹が、本当に作りたい作品を撮ろうと製作したのが本作である。伊丹が、数ある料理の中から本作のメインテーマにラーメンを選んだのは、「日本人に特に人気の食べ物であること」、「誰しもが持論を持つ“国民総評論家”的な食べ物であること」から。本作のプロデューサー（製作担当）・川崎隆によると、伊丹から『タンポポ』の企画を聞いた際、「これはアメリカの西部劇の名作『シェーン』(1953年)に、ラーメンを組み合わせた映画なんだ」と告げられた。
その一方、映画評論家の吉田によると、伊丹は映画『お葬式』の公開前から種村季弘原作の『食物漫遊記』を松田優作主演で映画化を企画していたという。その後企画内容が現在の『タンポポ』に変わったが、川崎によると白服の男役は、当初伊丹が松田の起用を考えて彼をイメージして作られた役である。しかし松田のキャスティングは叶わず、後日起用された役所広司は食とエロティシズムを象徴するこの役を見事に演じ切った。

### 黒田福美の出演シーン
黒田福美が本作の出演を依頼された際、伊丹から「白服の男の情婦」役と、「おめかけさん（モチをつまらせる老人の愛人）」役のどちらかを選ぶよう告げられた。情婦役には脱ぐことが条件だったが、当時29歳で俳優人生の岐路と感じていた黒田は「自分をさらけ出した芝居をしたい」との思いから、同役を選んだ。撮影に入る前に、伊丹からルイス・ブニュエルの映画『ブルジョワジーの秘かな愉しみ』を観るよう告げられ、本作の役所広司演じる白服の男役と情婦役のシーンのイメージを作った。
作中では役所と黒田による「卵黄口移し」シーンがあるが、黒田は台本を読んだ時点で「壊れやすい卵黄を口移しなんて可能なの？」と思ったことを語っている。本作で2人に用意された衣装はそれぞれ2着ずつしかなく、リハーサルでは卵黄で白い服を汚さないよう衣装の上からレインコートを着た状態で行われた。この卵黄にはヨード卵・光（ヨードらん・ひかり）が使われ、2人は慎重ながらも念入りに何回も練習し、本番を含めて計6個から7個を使った。
役所と黒田の「卵黄口移し」シーンが公開後話題となった他、2人の食材を交えたエロティシズムは、観客や映画界に強い印象を残した。黒田は後に「『タンポポ』は、私が俳優として大きく成長させていただいた作品。伊丹監督への尊敬と、感謝の気持ちは計りしれません」と述べている。

### その他
高見映演じるホームレスがレストランに忍び込んで「タンポポオムライス」を作る場面は、一部メディアで「日本映画史に残る食の名シーン」とも言われている。
作中では津川雅彦演じるマネージャーのスーパーで、原泉演じるカマンベールの老婆が商品の桃などを素手で触るシーンがある。ある日、伊丹が「フランス人は食材なら何でも触って品質を確かめる」という話を聞いたことから、このシーンが生まれた。また、伊丹が「この役は津川さんじゃないとダメだ」と熱望して、彼のキャスティングが決まった。川崎によると、撮影時津川は多忙だったため、スケジュールを合わせるのにかなり苦労したとのこと。

### 音楽
作品内で随所に、フランツ・リスト作曲の交響詩『前奏曲（レ・プレリュード）』が使われている。またマーラーの交響曲等も使用されている。

## 研究
明治大学政治経済学部教授で文学者のマーク・ピーターセンは、自著『続 日本人の英語』の中で以下の研究を掲載している。
作中のゴローとタンポポがデートで焼肉屋に行った際の
タンポポ「ねえ、あたしよくやってる?」
ゴロー「よくやってるよ」
タンポポ「えらい?」
ゴロー「えらい、えらい」
という会話について「この場面はタンポポのラーメン修行が一段落ついたところで、彼女には甘えてみたい気持ちがある。褒められてみたい。未亡人の彼女がそこで自分のことを『えらい?』と素直に、子供のように訊くと、とても可愛く感じられる。しかし、それを感じても、私は、その『えらい?』を英語に訳せと言われたら困る。長い文章で説明するのなら、ある程度できるつもりであるが、一つの台詞として同じようなことを表現するのは、私には無理である」とした上で北米版の『タンポポ』の字幕
Tampopo : Am I trying hard enough?
Goro : Sure you are.
Tampopo :Am I good?
Goro :Sure.
を紹介し「この英語は、表面的には似たような内容の話にはなっているが、感覚的に言えば、ドライで、機械的な会話である。日本のオリジナルに比べたら、情けない英語である」と断じており、さらにこれを自身が日本語に再翻訳した
タンポポ「私は十分に頑張っている?」
ゴロー「それはそうだよ」
タンポポ「私には才能があると思う?」
ゴロー「思う」
を提示しつつ「えらい?」とタンポポがゴロ―に聞いたのは辞書的な意味ではなく、日本人ならわかるえらい「頑張りぶり」の前提の上に成り立つやり取りであるという趣旨の解説をしている。

## 公開・反響
伊丹十三監督の作品としては、本作公開の前年に公開された『お葬式』が異例のヒット作となったこともあり前評判は高かったものの、興行成績は『お葬式』の半分程度の水準にとどまった。しかし、一部のマニアックなファンや日本国外からは支持され、特に日本国外での反響が高く、アメリカでの興行成績は邦画部門 第2位となっている。このため、公開後からアメリカでラーメン店を開業する人が増えたり、あるいはこの映画を見て日本通になった外国人もいたという。
エドワード・ノートンは本作をお気に入りの一本と公言している。
2009年にはこの作品のオマージュとしてロバート・アラン・アッカーマン監督による『ラーメンガール』が公開された。本作の主人公である山﨑努も出演している。
映画評論家の吉田伊知郎は、本作について以下のように評している。「ゴローがタンポポのラーメン店を救ったあとガンと二人で颯爽と去っていく。この西部劇の清々しい分かりやすさと、キャストの魅力、『食と欲望』にまつわる人間のおかしみの描き方の秀逸さ、さらに伊丹監督のサービス精神と細部への目配りが、時代を超えた名作を生んだのだと思います」。
俳優の松重豊が好きな作品の1つでもあり、自身が監督・脚本・主演を務めた『劇映画 孤独のグルメ』のラーメン屋のシーンは本作へのオマージュとして捧げたとしている。

### オリジナル番組
タンポポ、ニューヨークへ行く
日本映画専門チャンネルの2017年のオリジナル番組。2016年10月、宮本信子がニューヨークで『タンポポ』が4Kデジタルリマスターニュープリントでリバイバル上映される、その舞台挨拶に向かう。現地では過去に1986年に『タンポポ』が上映されていた。